# Día Internacional de la Lucha contra el Uso Indebido y el Tráfico Ilícito de Drogas
El Día Internacional contra el Abuso de Drogas y el Tráfico Ilícito es una fecha que se conmemora anualmente el 26 de junio desde 1989, aprobada en 1987 por la Asamblea General de las Naciones Unidas y la Oficina de las Naciones Unidas contra la Droga y el Delito (ONUDD).

## Proclamación
Desde principios del siglo XX, con la primera conferencia internacional sobre estupefacientes en Shanghái (1909), se reconoció el tráfico de drogas como un problema mundial que requería una solución global. Durante las siguientes décadas, se desarrolló un sistema multilateral para controlar la producción, el tráfico y el abuso de drogas. Bajo el paraguas de las Naciones Unidas, se adoptaron tres tratados para el control de drogas: la Convención Única sobre Estupefacientes de 1961, el  Convenio sobre Sustancias Sicotrópicas de 1971, y la Convención de las Naciones Unidas contra el Tráfico Ilícito de Estupefacientes y Sustancias Psicotrópicas de 1988, logrando una adherencia casi universal.
El Día Internacional contra el Abuso de Drogas y el Tráfico Ilícito fue proclamado por la Asamblea General de las Naciones Unidas  el 7 de diciembre de 1987. El objetivo de esta proclamación es fortalecer la acción y la cooperación a nivel internacional para lograr una sociedad libre de abuso de drogas y del tráfico ilícito de las mismas. La Oficina de las Naciones Unidas contra la Droga y el Delito (ONUDD) lidera los esfuerzos para implementar políticas basadas en la evidencia, centradas en la salud y en los derechos humanos.

## Celebración
Este día se celebra anualmente el 26 de junio. Esta fecha se eligió al ser el último día de la Conferencia Internacional sobre el Abuso de Drogas y el Tráfico Ilícito desarrollado en Viena del 17 al 26 de junio de 1987. Desde su primera celebración en 1989, se llevan a cabo diversas  actividades y campañas de concienciación en todo el mundo, destacando la importancia de tratar a las personas que consumen drogas con respeto y empatía, y de proporcionar servicios de atención basados en la evidencia.

## Temas
- 1996: Preventive Education,[9] ('Educación preventiva')[nota 1]

- 1997: Action to Combat Drug Scourge, [10] '(Acción para combatir el flagelo de las drogas')[nota 1]
- 1998: Young People Hold Key to Drug-Free World in Twenty-First Century,[11] ('Los jóvenes tienen la clave para un mundo libre de drogas en el siglo XXI')[nota 1]
- 1999: Global Implications and Cross-Border Nature of Drug Abuse and Illicit Trafficking Make UN Most Suitable for Waging War,[12][13] ('Implicaciones globales y naturaleza transfronteriza del abuso de drogas y el tráfico ilícito hacen a la ONU más adecuada para librar esta guerra')[nota 1]
- 2000: Facing reality: denial, corruption and violence,[14] (Enfrentándose a la realidad: negación, corrupción y violencia')
- 2001: SPORTS AGAINST DRUGS,[14]('El deporte contra las drogas')
- 2002: Substance abuse and HIV/AIDS,[15] ('Uso indebido de sustancias y VIH/SIDA')
- 2003: Let's Talk about Drugs…,[16] ('Hablemos de la droga')
- 2004: DRUGS: TREATMENT WORKS,[17] ('Drogas: el tratamiento sí funciona')
- 2005: Value yourself, make healthy choices,[18] ('Valórate...opta por lo sano')
- 2006: Drugs are not children's play,[19] ('Las drogas no son un juego de niños')
- 2007: Are Drugs Controlling Your Life?,[20] ('¿Controlan las drogas TU VIDA?')
- 2008: Are Drugs Controlling Your Life?,[21] ('¿Controlan las drogas TU VIDA?')
- 2009: Are Drugs Controlling Your Life?,[22] ('¿Controlan las drogas TU VIDA?')
- 2010: Think Health, Not Drugs,[23] ('Piensa en la salud, no en las drogas')
- 2011: Drug Dependence is a Disease, Not a Crime,[24] ('La drogodependencia es una enfermedad no un crimen)
- 2012: Global Action for Healthy Communities without Drugs,[25] ('Acción mundial en pro de comunidades saludables libres de drogas')
- 2013: Make Health your "New High" in Life not Drugs[26] ('Haz de la salud tu "meta" en la vida, no las drogas')
- 2014: With Our Cooperation, We Can Protect Our Generations,[25]('Con nuestra cooperación, podemos proteger a nuestras geneneraciones')
- 2015: Let’s Develop Our Lives, our Communities and our Identities without Drugs,[25] ('Vamos a desarrollar - Nuestras vidas - Nuestras comunidades - Nuestras identidades - Sin drogas')
- 2016: Listen First,[25] ('Escucha primero')
- 2017: Listen First,[27] ('Escucha primero')
- 2018: Listen First,[28] ('Escucha primero')
- 2019: Health for Justice. Justice for Health,[29] ('Salud para la justicia, justicia para la salud')
- 2020: Better Knowledge for Better Care,[30] ('Mejor conocimiento para un mejor cuidado')
- 2021: Hablemos de drogas, la información salva vidas[31]
- 2022: Abordar los desafíos vinculados a las drogas en crisis sanitarias y humanitarias[32]
- 2023: Las personas primero: basta de estigmatización y discriminación, reforcemos la prevención[33]
- 2024: La evidencia es clara: debemos invertir en prevención[34]